# 엄태영 (1875년)
엄태영(嚴台永, 1875년 음력 7월 28일 ~ 1912년 양력 9월 15일)은 대한제국의 관료 출신으로 일제 강점기에 조선총독부 중추원 부찬의를 지냈다. 한자 이름은 엄태영(嚴台泳)으로도 쓴다.

## 생애
1894년부터 농상공부의 실무 관료로 근무하면서 1898년에는 양지아문 서기, 1902년 지계아문 주사를 지냈다. 1905년에는 농상공부 참서관, 1906년에 주임간 3등인 농상공부 서기관에 올랐다.
1910년 한일 병합 조약 체결 직후 중추원 부찬의에 임명되어 2년 후 사망할 때까지 재직했다. 사망 직전에는 일본 정부로부터 한일 병합 공로자에게 수여되는 한국병합기념장을 받았다.
2002년 민족정기를 세우는 국회의원모임이 발표한 친일파 708인 명단, 2008년 민족문제연구소에서 친일인명사전에 수록하기 위해 정리한 친일인명사전 수록예정자 명단, 2006년 친일반민족행위진상규명위원회가 조사 발표한 친일반민족행위 106인 명단에 모두 포함되었다.

## 같이 보기
- 조선총독부 중추원

## 참고자료
- 친일반민족행위진상규명위원회 (2006년 12월). 〈엄태영〉 (PDF). 《2006년도 조사보고서 II - 친일반민족행위결정이유서》. 서울. 353~355쪽쪽. 발간등록번호 11-1560010-0000002-10. 2007년 10월 8일에 원본 문서 (PDF)에서 보존된 문서. 2007년 6월 23일에 확인함.